# Nacom Cupul
Nacom Cupul o Nacón Cupul (? - 1533) fue un dirigente maya (rango de batab), que gobernó Chichén Itzá cuando este sitio fue ocupado por los españoles conquistadores de Yucatán, capitaneados por Francisco de Montejo, el Mozo, quien ahí fundó, durante el proceso de ocupación de la península de Yucatán la denominada Ciudad Real que sería, conforme a los designios de los invasores, la capital de la provincia.

## Datos históricos
Nacom o Nacón era el nombre que se daba en la organización social de los mayas de Yucatán a los jefes militares. Cupul era el nombre de uno de los principales cacicazgos mayas (Kuchkabal), que incluía dentro de su territorio a la ciudad de Chichén, en el momento del arribo de los europeos a la península yucateca, en las primeras décadas del siglo XVI. 
Nacom Cupul, el jefe militar de los cupules con residencia en la vieja Chichén Itzá, estuvo en apariencia de acuerdo con la llegada de los conquistadores a su región y les dio la bienvenida mostrándose amigable con ellos y ganándose la confianza del jefe adversario, Francisco de Montejo. Por este hecho, Cupul pudo transitar y convivir propiamente con los conquistadores durante un tiempo sin despertar sospecha o recelo. Al poco tiempo, sin embargo, intento matar al hijo del adelantado Montejo, que proseguía con el propósito de instalar la Ciudad Real que habría de ser la capital de los territorios tomados a los mayas. Robert S. Chamberlain en su Conquista y colonización de Yucatán, refiere que:

"Un día, al parecer en el cuartel general de Montejo el Mozo, Nacón Cupul trató de matar al joven español. Mientras este se hallaba de espaldas, el cacique maya se abalanzó sobre su espada que había sido desenvainada y asentada en un rincón del cuarto, empuñándola e intentado asestar un golpe mortal a Montejo en la cabeza que hubiera resultado fatal si uno de los guardias que alcanzó a interceptar al agresor no hiere con su propia arma en el brazo a Cupul. Otros españoles que acudieron al griterío que se desató intervinieron y en el mismo acto y lugar dieron muerte a Nacom Cupul".

Diego López Cogolludo dice que el soldado que salvó la vida de Montejo se llamaba Blas González y fue el mismo que en episodio anterior había rescatado y salvado de morir a su padre, el Adelantado.
Después de la muerte de Nacom Cupul se inició un importante levantamiento de los indígenas mayas de la región, apoyados por los cacicazgos de Ekab, Sotuta y Cochuah que prolongó por cerca de una década el proceso de la conquista y que dio al traste con la intención de establecer la capital en Chichén Itzá, eligiéndose finalmente otra antigua ciudad maya, en este caso casi totalmente abandonada, la ciudad de T'Hó, en donde finalmente se pudo establecer Mérida, que fue desde su fundación en 1542, la capital de la Capitanía General de Yucatán.